# Spilasma
Spilasma là một chi nhện trong họ Araneidae.